# 94
94. је била проста година.

## Догађаји
- Цар Домицијан обнавља и поново посвећује Курију Јулију (место окупљања римског сената), која је изгорела 64. године.
- Домицијан протерује све стоичке филозофе из Рима.